# Shin'ya Yajima
Shin'ya Yajima (矢島 慎也 Yajima Shin'ya?,  Urawa (actual Saitama), Saitama, 18 de enero de 1994) es un futbolista japonés. Juega de centrocampista y su equipo es el Shimizu S-Pulse de la J1 League de Japón.

## Trayectoria

### Clubes
| Club                        | País  | Año       |
| --------------------------- | ----- | --------- |
| Urawa Red Diamonds          | Japón | 2012-2017 |
| J. League sub-22 (préstamo) | Japón | 2014      |
| Fagiano Okayama (préstamo)  | Japón | 2015-2016 |
| Gamba Osaka                 | Japón | 2017-2021 |
| Vegalta Sendai (préstamo)   | Japón | 2018      |
| Omiya Ardija                | Japón | 2022      |
| Renofa Yamaguchi F. C.      | Japón | 2023      |
| Shimizu S-Pulse             | Japón | 2024-     |

### Selección nacional
| Selección | País  | Año       |
| --------- | ----- | --------- |
| Sub-17    | Japón | 2009      |
| Sub-20    | Japón | 2012-2013 |
| Sub-23    | Japón | 2013-2016 |

## Estadísticas

### Participaciones en Campeonatos Juveniles de la AFC
| Copa                             | Sede                   | Resultado        | Partidos | Goles |
| -------------------------------- | ---------------------- | ---------------- | -------- | ----- |
| Campeonato Sub-19 de la AFC 2012 | Emiratos Árabes Unidos | Cuartos de final | ?        | 1     |
| Campeonato Sub-22 de la AFC 2013 | Omán                   | Cuartos de final | ?        | 1     |
| Campeonato Sub-23 de la AFC 2016 | Catar                  | Campeón          | ?        | 2     |

### Participaciones en Juegos de Asia Oriental
| Juegos Asiáticos                | Sede    | Resultado     | Partidos | Goles |
| ------------------------------- | ------- | ------------- | -------- | ----- |
| Juegos de Asia Oriental de 2013 | Tianjin | Tercer puesto | ?        | 1     |

### Participaciones en Juegos Olímpicos
| Juegos Olímpicos         | Sede           | Resultado    | Partidos | Goles |
| ------------------------ | -------------- | ------------ | -------- | ----- |
| Juegos Olímpicos de 2016 | Río de Janeiro | Primera fase | ?        | 1     |

## Palmarés

### Títulos internacionales
| Título                      | Club (*)                  | Sede    | Año  |
| --------------------------- | ------------------------- | ------- | ---- |
| Campeonato Sub-23 de la AFC | Selección sub-23 de Japón | Catar   | 2016 |
| Copa Suruga Bank            | Urawa Red Diamonds        | Saitama | 2017 |
| Liga de Campeones de la AFC | Urawa Red Diamonds        | Saitama | 2017 |

(*) Incluyendo la selección

### Distinciones individuales
| Distinción                   | Año  |
| ---------------------------- | ---- |
| J2 League Best XI            | 2016 |
| MVP de Junio de la J2 League | 2016 |